# 紀元前376年
紀元前376年（きげんぜん376ねん）は、ローマ暦の年である。
当時は、「ムギラヌス、ラナトゥス、コルネリウス、プラエテクスタトゥスが執政武官に就任した年」として知られていた（もしくは、それほど使われてはいないが、ローマ建国紀元378年）。紀年法として西暦（キリスト紀元）がヨーロッパで広く普及した中世時代初期以降、この年は紀元前376年と表記されるのが一般的となった。

## 他の紀年法
- 干支 : 乙巳
- 日本
  - 皇紀285年
  - 孝安天皇17年
- 中国
  - 周 - 安王26年
  - 秦 - 献公9年
  - 晋 - 孝公13年
  - 楚 - 粛王5年
  - 斉 - 斉侯剡9年
  - 燕 - 簡公39年
  - 趙 - 敬侯11年
  - 魏 - 武侯20年
  - 韓 - 哀侯元年
- 朝鮮
  - 檀紀1958年
- ベトナム :
- 仏滅紀元 : 169年
- ユダヤ暦 :

## できごと

### ギリシア
- ナクソス島の近くで起きたナクソスの海戦 (Battle of Naxos) で、提督チャブリアスが指揮したアテナイ艦隊が、スパルタ艦隊に勝った。この戦いの結果、黒海方面からアテナイへ穀物を運ぶ船に対するスパルタの海上封鎖が崩された。
- トラキアの都市アブデラがトリバロイ人 (Triballi) に襲撃される。

### 中国
- 周の安王が死去し、烈王が即位した。
- 春秋時代の有力諸侯であった晋は、紀元前403年に有力家臣であった韓・趙・魏の三家によって国土を分割されたものの、晋公はわずかな領土を与えられて存続していた。だが、この年になって韓と魏が連合して晋を攻め滅ぼした。

## 誕生
- オリュンピアス、マケドニア王ピリッポス2世の妻、アレクサンドロス3世（大王）の母（+ 紀元前316年）

## 死去
- 安王、周王朝第33代の王